# PSR J0537-6910
PSR J0537-6910は、NGC 2060の中心部に存在する中性子星である。これはNGC 2060に阻まれ直接見ることはできず、1998年にX線の測定によって発見された。NGC 2060はPSR J0537-6910を生ずる元となった超新星爆発で誕生したと考えられる。
周辺は超大質量ブラックホールを除いた、宇宙で最も強い電場がある。
PSR J0537-6910は自転周期が1秒以下のミリ秒パルサーである。正確な自転周期はあすかおよびRXTEの測定時期によって異なるが、おおむね0.0161秒である。これは1秒間に約62回転することを示している。この自転周期から、PSR J0537-6910およびNGC 2060は約5000年前に超新星爆発を起こしたと推定されている。
| 観測   | 日付 (UT)      | 元期 (MJD)   | 自転周期 (ms) | パルス強度 (×10-6J/s/cm2) |
| ------ | -------------- | ------------ | ------------- | ------------------------- |
| あすか | 1993年6月13日  | 49151.306618 | 16.1093291    | 6.4 ± 0.8                 |
| あすか | 1993年8月20日  | 49219.986830 | 16.1096349    | 7.1 ± 0.9                 |
| あすか | 1993年9月23日  | 49253.982891 | 16.1097864    | 4.1 ± 2.0                 |
| RXTE   | 1996年10月12日 | 50368.148905 | 16.1147174    | 6.8 ± 1.2                 |
| RXTE   | 1996年12月20日 | 50437.550201 | 16.1150276    | 6.7 ± 0.7                 |

なお、強い磁場と速い自転速度を持つことから、PSR J0537-6910の周辺には強大な電場が形成されている。その強さは、電流にして1000兆A (1015A) 、電圧にして3京8000兆V (3.8×1016V) に達する。これは電力に換算すれば380穣W (3.8×1031W) にもなる。これは超大質量ブラックホールのような極端な質量を持つ天体を除けば、知られている中で最も強い電場を持つ天体である。